# Rinnovamento Italiano
Rinnovamento Italiano (dansk: Italiensk Fornyelse) var et italiensk liberalt midterparti i Italien, der blev grundlagt i 1996 af Lamberto Dini. I 2002 blev partiet en del af Democrazia è Libertà – La Margherita. 
Partiet bestod fra etableringen af liberale, socialister, kristendemokrater og republikanere. Det deltog i Romano Prodis Oliventræ-koalition. Ved valget i 1996 fik partiet 4,3 procent af stemmerne, og Lamberto Dini blev udenrigsminister, mens Tiziano Treu blev arbejdsminister.